# Carl Gustaf Thomson

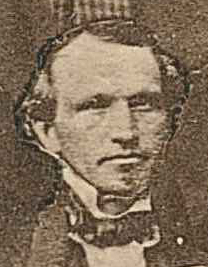
Carl Gustaf Thomson som adjunkt.

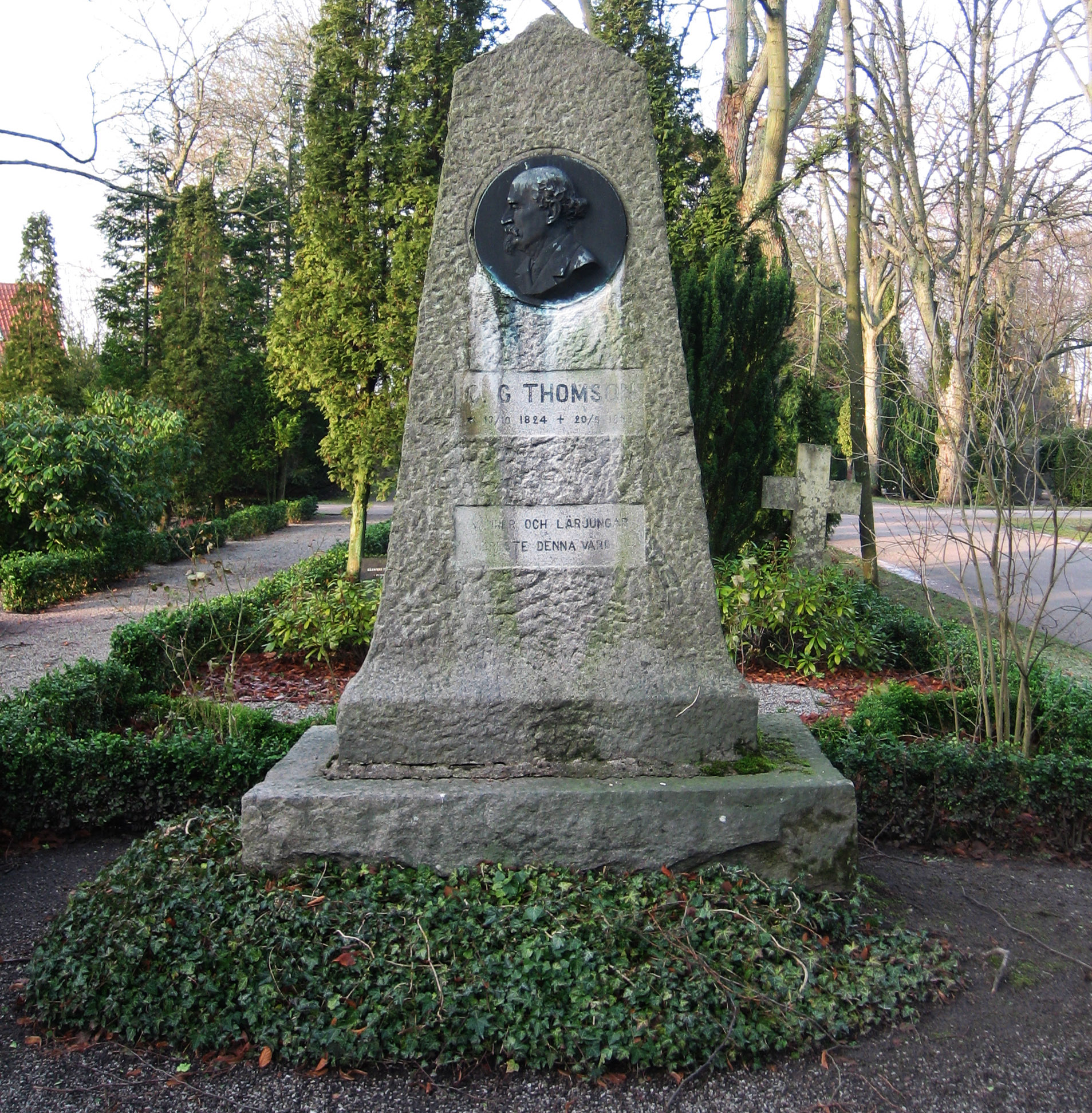
Thomsons gravvård på Norra kyrkogården i Lund.

Carl Gustaf Thomson,  född den 13 oktober 1824 i Mellan-Grevie socken i Malmöhus län, död den 20 september 1899 i Lund, var en svensk entomolog.

## Biografi
Thomson blev student vid Lunds universitet 1843, filosofie magister 1850 och docent i zoologi där 1857. Han förestod åtskilliga terminer professuren i detta ämne, blev 1862 intendent för den entomologiska avdelningen av zoologiska museet och utnämndes 1864 till adjunkt i entomologi. Thomson besökte 1872 som riksstatens stipendiat kontinenten och företog även andra forskningsresor i utlandet. Han erhöll 1877 kallelse till föreståndarbefattningen vid entomologiska museet i Berlin, men antog den ej. 
Thomson bearbetade olika områden av sin specialvetenskap i arbetena Coleoptera Scandinaviæ (tio band, 1859-68), Skandinaviens Hymenoptera (fem band, 1871–1879) och Opuscula entomologica (22 band, 1869–1897). Han offentliggjorde därjämte i Vetenskapsakademiens handlingar och översikt monografier över skandinaviska insektsläkten jämte andra uppsatser om Sveriges insektvärld samt utgav Skandinaviens insecter (1862). I bearbetningen av det vetenskapliga material, som hemfördes under fregatten "Eugenies" världsomsegling, deltog han genom avhandlingen Diptera, species novas etc. (1858). 
Thomson var ledamot i Fysiografiska sällskapet i Lund (1861) och hedersledamot i de entomologiska samfunden i Paris, Berlin, Bryssel, London och Sankt Petersburg. 
Thomson har fått ge namn åt kägelbiet thomsonkägelbi, en biart som bara finns i Sverige.
Thomsons gravvård återfinns på Norra kyrkogården i Lund.